# Ljubav je svuda

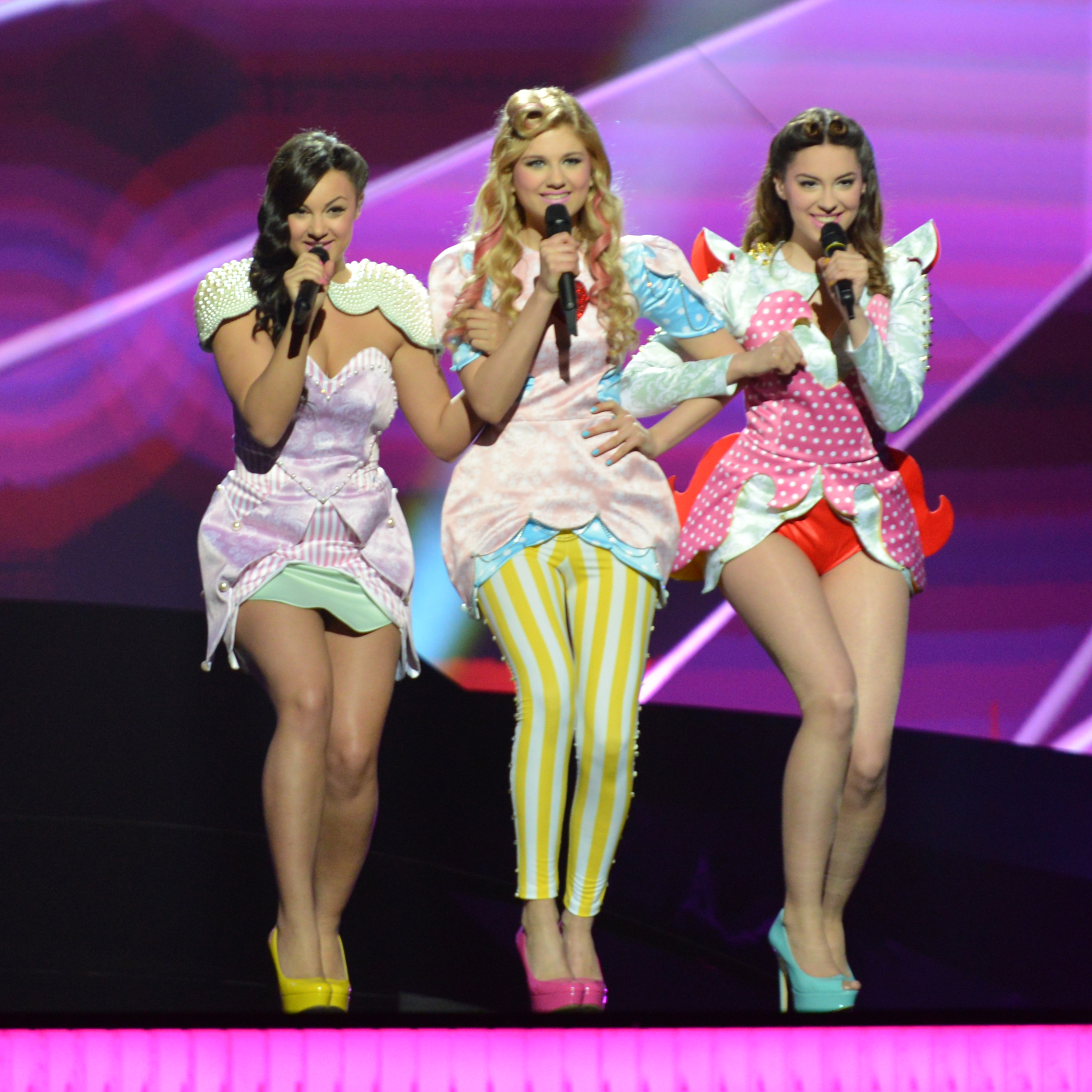
Moje 3 tijdens het Eurovisiesongfestival 2013

Ljubav je svuda (Servisch: Љубав је свуда, Nederlands: Liefde is overal) is een single van de Servische meidengroep Moje 3, bestaande uit Mirna Radulović, Nevena Božović en Sara Jovanović. Het was de Servische inzending voor het Eurovisiesongfestival 2013 in Malmö te Zweden. Het strandde in de halve finale en mocht dus niet door naar de finale. Het nummer is geschreven door Saša Milošević Mare en Marina Tucaković.

## Verschijningsdatum
Moje 3 bracht het lied officieel uit op 2 maart 2013 en bracht het voor het eerst ten gehore in Amsterdam tijdens Eurovision in Concert op 13 april 2013.